# Pravinaria endertii
Pravinaria endertii är en måreväxtart som beskrevs av Cornelis Eliza Bertus Bremekamp. Pravinaria endertii ingår i släktet Pravinaria och familjen måreväxter. Inga underarter finns listade i Catalogue of Life.